# Vasileios Polymeros
Vasileios Polymeros (grško Βασίλειος Πολύμερος), grški veslač, * 20. februar 1976, Volos, Grčija.
Na Poletnih olimpijskih igrah 2004 v Atenah je z veslaškim partnerjem, Nikolaosom Skiathitisom osvojil bronastvo olimpijsko medaljo v lahkem dvojnem dvojcu, leta 2008 pa je v isti disciplini z Dimitriosom Mougiosom osvojil srebrno medaljo. 